# Constantin Malos
Constantin Malos (n. 1933) es un botánico rumano, que ha publicado nuevas especies en:  Rev. Roum. Biol., Bot.
- La abreviatura «Malos» se emplea para indicar a Constantin Malos como autoridad en la descripción y clasificación científica de los vegetales.[2]